# Nikolaj Grigor'evič Repnin-Volkonskij
Il principe Nikolaj Grigor'evič Repnin-Volkonskij (1778 – Jahotyn, 6 gennaio 1845) è stato un generale russo.

## Biografia
Era il figlio del generale Grigorij Semënovič Volkonskij, e di sua moglie, Aleksandra Nikolaevna Repnina, figlia del generale Nikolaj Vasil'evič Repnin. Ricevette un'ottima educazione privata sotto la supervisione di sua madre. Era il fratello maggiore del decabrista Sergej Grigor'evič Volkonskij.

## Carriera
Intraprese la carriera militare con il grado di guardiamarina nel reggimento Izmajlovskij (9 ottobre 1792) raggiungendo il grado di tenente (12 dicembre 1796). Fu trasferito nel reggimento degli Ussari (14 aprile 1797), con la carica di aiutante dell'imperatore Paolo I (29 settembre 1797) e promosso a capitano (25 settembre 1798).
Si offrì volontario nella spedizione olandese e fece parte della squadriglia britannica (1799), per la quale fu promosso a colonnello (27 settembre 1800). Con decreti imperiali, gli fu ordinato di prendere il nome del principe Repnin (1 luglio 1801). Fu trasferito nel reggimento di cavalleria come comandante di squadriglia (17 settembre 1802).

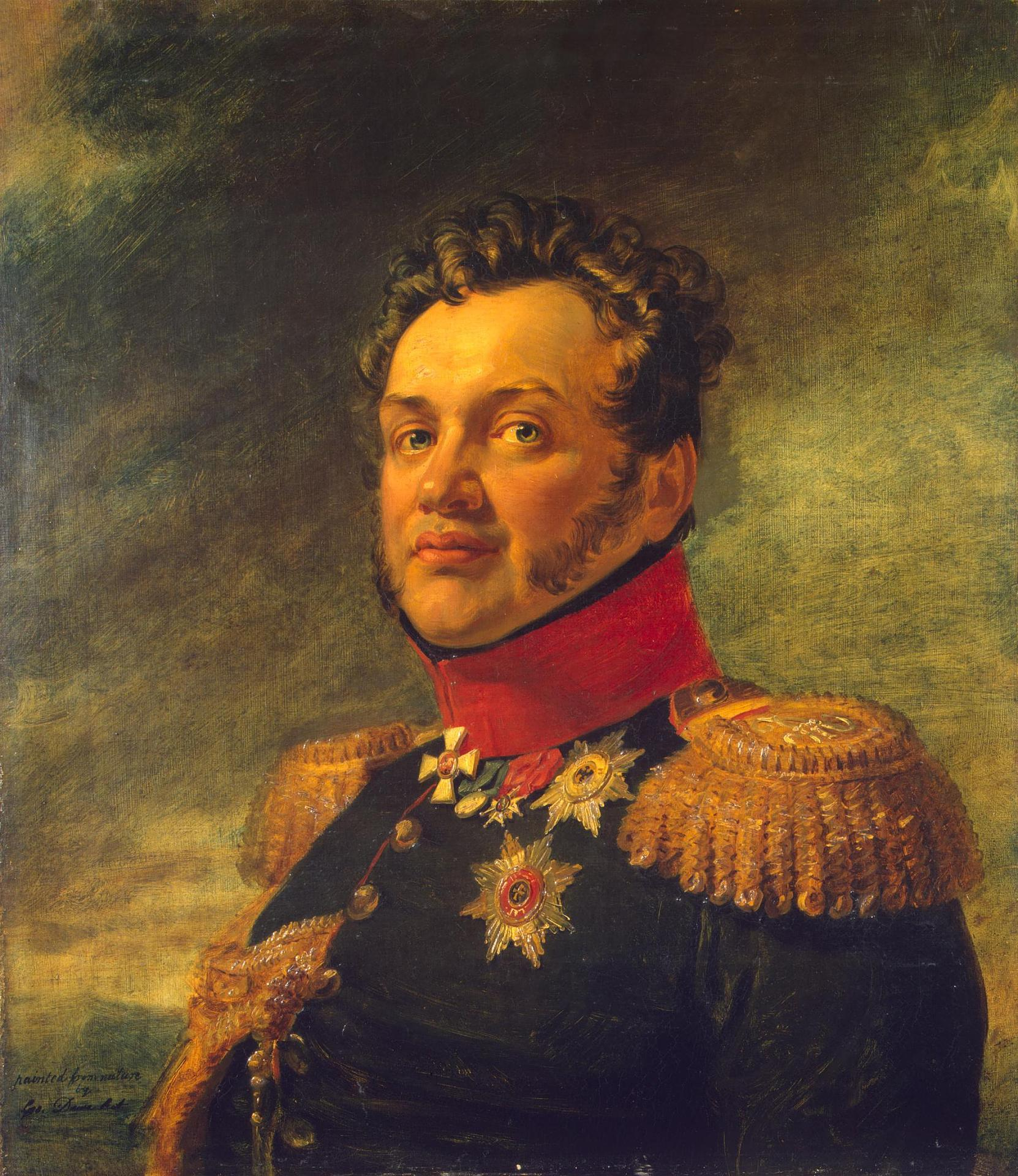
Ritratto di Nikolaj Grigor'evič Repnin-Volkonskij di George Doe. Galleria militare del Palazzo d'Inverno.

### Guerre napoleoniche
Nel 1805, al comando del quarto squadrone del reggimento, il principe Repnin si distinse nella battaglia di Austerlitz, fu gravemente ferito e fatto prigioniero. Una descrizione immaginaria dell'attacco del 4º squadrone è contenuta nel romanzo Guerra e pace. Quando Repnin si riprese dalle ferite, Napoleone I lo mandò ad Alessandro I con la proposta di avviare i negoziati.
A causa di una malattia si dimise dal servizio con il grado di maggiore generale. Nel 1809 fu nominato ambasciatore straordinario e ministro plenipotenziario presso il fratello di Napoleone I, re Girolamo di Vestfalia. Nel 1810 fu trasferito a Madrid alla corte di un altro fratello di Napoleone, Giuseppe Bonaparte, ma fu trattenuto da quest'ultimo a Parigi e non raggiunse la Spagna. Con l'inizio della guerra tra gli imperi russo e francese, fu nominato comandante della 9ª divisione di cavalleria e prese parte alla Battaglia di Kljasticy, a Svoln, vicino a Polack, e a Čašniki.
Promosso ad aiutante generale (8 marzo 1813), partecipò alle battaglie di Dresda, Kulm e Lipsia.
Nominato governatore generale del Regno di Sassonia (8 ottobre 1813), con poteri illimitati nel governo, ha contribuito a ripristinare la regione, completamente distrutta dalla guerra. Ai primi di novembre del 1814, si dimise e si presentò al Congresso di Vienna, guadagnandosi il grato rispetto dei sassoni.

### Governatore generale
Al suo ritorno in Russia, fu promosso tenente generale (5 marzo 1814) e nominato governatore generale della Piccola Russia (22 luglio 1816). Istituì un corpo di cadetti e un istituto per nobili fanciulle a Poltava. I Repnin hanno investito soprattutto molti sforzi e fondi personali nella sistemazione di quest'ultimo. Poiché il governatore generale non si curava dell'osservanza delle formalità quando spendeva le somme dell'ordine pubblico di beneficenza, ciò diede ai suoi nemici un motivo per chiedere le sue dimissioni.
Promosso a generale di cavalleria (1828) venne nominato membro del Consiglio di Stato (1834). Per oltre 18 anni di governo in Ucraina, si mostrò come un amministratore umano ed energico che ha contribuito allo sviluppo dell'economia e dell'istruzione nella regione a lui affidata. Su sue istruzioni, Dmitrij Nikolaevič Bantjš-Kamenskij, il governatore dell'ufficio del governatore generale, realizzò "La storia della piccola Russia" in 3 parti. Secondo alcune ipotesi, fu Repnin il prototipo del principe-benefattore della provincia nel secondo volume di Le anime morte.
Guidò la lotta del popolo ucraino contro le gravi calamità dei primi anni 1830: fame e colera. Nel 1834 fu ingiustamente accusato di spendere indebitamente fondi statali (sebbene spesso usasse i propri fondi per le questioni necessarie) e, su ordine dell'imperatore Nicola I, fu richiamato a San Pietroburgo.
Nel febbraio 1836 ci fu un conflitto per corrispondenza tra Repnin-Volkonskij e Potëmkin, che sfociò in un duello. 

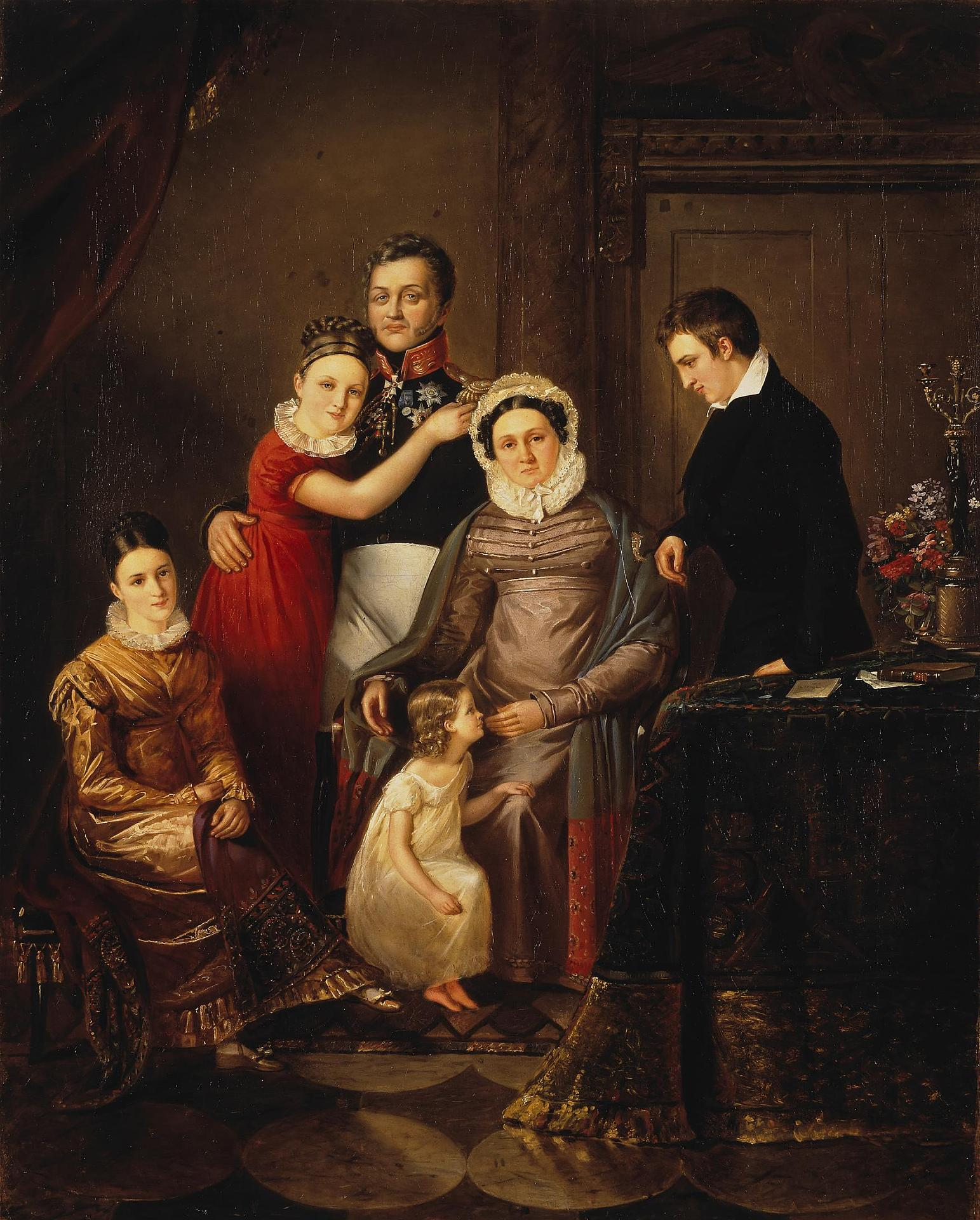
La famiglia del principe Repnin-Volkonskij

## Matrimonio
Dal 1802 sposò la contessa Varvara Alekseevna Razumovskaja (1778-1864), figlia di Aleksej Kirillovič Razumovskij. Ebbero sette figli:
- Aleksej Nikolaevič (?-13 dicembre 1812);
- Aleksandra Nikolaevna (5 marzo 1805-9 ottobre 1836), sposò il conte Aleksandr Grigor'evič Kušelev-Bezborodko, ebbero cinque figli;
- Vasilij Nikolaevič (1806-27 febbraio 1880), sposò Elizaveta Petrovna Balabina, ebbero un figlio, Nikolaj;
- Varvara Nikolaevna (1808-1891);
- Sof'ja Nikolaevna (12 maggio 1811-30 settembre 1811);
- Grigorij Nikolaevič (20 giugno 1812-8 aprile 1812);
- Elizaveta Nikolaevna (1817-1855), sposò Pavel Ivanovič Krivcov.